# Charles d'Aspremont Lynden (1689-1772)
Pour le ministre belge, voir Charles d'Aspremont Lynden.
Pour les articles homonymes, voir Lynden (homonymie).
Ferdinand Charles Gobert, comte d'Aspremont-Lynden (né en 1689 et décédé en 1772), fut un militaire au service des Provinces-Unies, puis du Saint Empire.

## Biographie
Né en 1689, au château de Froidcourt, dans le pays de Stavelot, il est le fils de Ferdinand Gobert d'Aspremont Lynden, membre de la Maison de Lynden. Le comte Charles d'Aspremont Lynden servit les Provinces-Unies en tant que lieutenant aux dragons van der Duyn entre 1708 et 1714. Ayant fait la connaissance du prince Eugène, il entra au service de l’empereur Charles VI en 1722, avec le grade d'adjudant-général ad honores et fut nommé, par la suite, lieutenant-colonel, puis colonel et commandant des dragons de Savoie, poste qu'il occupa entre 1733 et 1737.
En 1733 et 1734, il combattit sur le Rhin et la Moselle. Devenu Generalfeldwachtmeister en 1737 et colonel-propriétaire du régiment de Savoie-dragons, il servit contre les Turcs en 1737-1738. En 1741, il accéda au grade de Feldmarschalleutnant.
Il participa à la guerre de Succession d'Autriche. Commandant en chef des armées impériale et piémontaise en Italie en 1743, il se couvrit de gloire à Camposanto où il affronta les Franco-Espagnols commandés par le comte de Gages, à Velletri et à Plaisance, en 1746 et 1747.
En 1747, il devint General der Kavalerie, et en 1754, Feldmarschal. En 1760, il fut fait capitaine de la Hatschieren-Leibgarde et en 1763, capitaine de la Erste Adelige Arcieren-Leibgarde.
Il avait également été membre du Conseil aulique de guerre et chevalier de l'Ordre de la Toison d'or (en 1763).
Signe du statut qu'il avait acquis dans sa contrée d'accueil, Ferdinand-Charles eut 3 femmes successives, toutes provenant de puissantes familles de la noblesse Austro-Hongroise: Marie-Thérèse Princesse Esterházy-Gálántha, Marie-Jeanne Comtesse Nostitz-Rokinitz et Henriette Comtesse Batthyány.

## Iconographie
- C. Drexler, Feld-maréchal comte Charles d'Aspremont Lynden, 1773, huile sur toile, 94 x 71,5 cm, signée et datée au revers (Vienne, Heeresgeschichtliches Museum, in. BI 11.384).